# Telang Jaya
Telang Jaya is een bestuurslaag in het regentschap Banyuasin van de provincie Zuid-Sumatra, Indonesië. Telang Jaya telt 3461 inwoners (volkstelling 2010).